# Сато, Нобуо
Нобуо Сато (яп. 佐藤信夫 Сато: Нобуо, род. 3 января 1942 года) — японский фигурист, выступавший в мужском одиночном разряде, десятикратный чемпион Японии по фигурному катанию.
Нобуо Сато начал кататься в 11 лет, а свой первый национальный чемпионат выиграл в пятнадцать. Он участвовал в Зимних Олимпийских играх 1960 и 1964 гг., в 1965 году был четвёртым на чемпионате мира. В настоящее время работает тренером, причем добился на этом поприще выдающихся успехов. Женат на фигуристке Кумико Сато (урожд. Окава), которая также стала тренером. Фактически Нобуо Сато с женой стали одними из тех, кто создал современное японское фигурное катание. Их дочь Юка Сато стала чемпионкой мира в 1994 году.
В настоящее время Нобуо Сато тренирует Мао Асаду и Такахико Кодзуку, а в прошлом работал с такими известными фигуристками, как Масако Като, Мики Андо, Юкари Накано и Фумиэ Сугури.
В 2010 году его имя было включено в Зал Славы мирового фигурного катания.

## Публикации
- «Введение в фигурное катание» (яп. フィギュアスケート入門), 1985 г., «Коданся», ISBN 978-4-06-141487-7.

## Достижения
| Чемпионат               | 1955-56 | 1956-57 | 1957-58 | 1958-59 | 1959-60 | 1960-61 | 1961-62 | 1962-63 | 1963-64 | 1964-65 | 1965-66 |
| ----------------------- | ------- | ------- | ------- | ------- | ------- | ------- | ------- | ------- | ------- | ------- | ------- |
| Зимние Олимпийские игры |         |         |         |         | 14      |         |         |         | 8       |         |         |
| Чемпионат мира          |         |         |         |         | 12      |         | 10      | 10      | 8       | 4       | 5       |
| Чемпионат Японии        | 3       | 1       | 1       | 1       | 1       | 1       | 1       | 1       | 1       | 1       | 1       |
| Зимние Универсиады      |         |         |         |         | 2       |         |         |         | 2       |         | 1       |